# 天主教奧迭內教區
天主教奧迭內教區 （拉丁語：Dioecesis Odiennensis）是科特迪瓦一個羅馬天主教教區，屬科霍戈總教區。
教區成立於1994年12月19日包括巴芬区、登盖莱区和沃罗杜古区。2004年有教友6,700人（佔轄區總人口1.0%）、八個堂區、十四名司鐸。現任教區主教為安多尼‧科內。